# Bryonorrisia secunda
Bryonorrisia secunda là một loài Rêu trong họ Leskeaceae. Loài này được (Dixon & Badhw.) L. R. Stark & W.R. Buck mô tả khoa học đầu tiên năm 1986.